# Ngaliyan (Ngaliyan)
Ngaliyan is een bestuurslaag in het regentschap Semarang van de provincie Midden-Java, Indonesië. Ngaliyan telt 13.319 inwoners (volkstelling 2010).